# Asthenotricha ansorgei
Asthenotricha ansorgei är en fjärilsart som beskrevs av W. Warren 1899. Asthenotricha ansorgei ingår i släktet Asthenotricha och familjen mätare. Inga underarter finns listade i Catalogue of Life.